# Kursy dywersyjne przy Oddziale Techniki Abwehr II
Kursy dywersyjne przy Oddziale Techniki Abwehr II – szkoleniowy ośrodek dywersyjny Abwehry podczas II wojny światowej.
W czerwcu 1940 r. przy Oddziale Techniki Wydziału Abwehr II, odpowiedzialnym za zagraniczny wywiad i sabotaż, zostały zorganizowane krótkoterminowe kursy, na których była nauczana teoria i praktyka prowadzenia działań dywersyjnych za linią frontu. Odbywały się one w Berlinie w dzielnicy Tegel w gmachu laboratorium chemicznego Oddziału Techniki. Naczelnikami kursów byli płk Meierr i płk Mauricius oraz mjr Hermann. Początkowo byli szkoleni niemieccy współpracownicy Wydziału Abwehr II. Od 1942 r. szkolono sowieckich, brytyjskich i francuskich jeńców wojennych, którzy zgodzili się na współpracę z Abwehrą, a także żołnierzy Wehrmachtu. Okres szkoleniowy trwał od 1 do 4 tygodni. Jednocześnie na kursach było szkolonych 20-25 osób. Uczestnicy kurów otrzymywali wiedzę o materiałach wybuchowych, różnych rodzajach min i ich praktycznym wykorzystaniu w działaniach dywersyjnych. Były im przedstawiane krótkie filmy instruktażowe. Odbywano też szkolenia polowe, gdzie wysadzano w powietrze makiety drewniane. Po zakończeniu szkolenia agenci byli przydzielani do frontowych abwehrkommand i abwehrgrup. W sierpniu 1943 r. w związku z nasilającymi się bombardowaniami Berlina kursy przeniesiono w rejon Brandenburga. W kwietniu 1945 r. personel kursów przejechał do Markneukirchen, gdzie zastał go koniec wojny.